# Bob Odenkirk
Robert John Odenkirk, dit Bob Odenkirk, est un acteur, scénariste, réalisateur et producteur de cinéma américain, né le 22 octobre 1962 à Berwyn (Illinois).
Il débute en écrivant et en jouant dans plusieurs talk-shows et séries comiques dans les années 1980 et 1990. Au cours des années 2000, il réalise trois films, Melvin Goes to Dinner en 2003, Bienvenue en prison en 2006 et Les Frères Solomon en 2007.
Il est surtout connu pour avoir joué l'avocat véreux Saul Goodman dans les séries Breaking Bad et Better Call Saul entre 2009 et 2022. Il apparaît également en 2014 dans le rôle du policier Bill Oswalt dans la série télévisée Fargo. Ce rôle lui permet d'avoir une présence plus importante sur grand écran, étant tour à tour Ross Grant en 2013 dans Nebraska d'Alexander Payne, le journaliste Ben Bagdikian (en) en 2017 dans Pentagon Papers de Steven Spielberg, ou encore M. March en 2019 dans Les Filles du docteur March de Greta Gerwig. Il surprend également en 2021, en tenant le rôle principal du film d'action Nobody de Ilya Naishuller.

## Biographie
Robert John Odenkirk est né à Berwyn et a grandi à proximité de Naperville, dans l'Illinois aux États-Unis. Il est l'un des sept enfants de Barbara et Walter Odenkirk, et grandit au sein de cette famille catholique. Son père, Walter Odenkirk, était employé dans le secteur de l'imprimerie. Ses parents sont divorcés.
Bob Odenkirk a des origines irlandaises et allemandes. Le combat de son père contre l'alcoolisme a pu l'influencer dans sa décision de s'abstenir de consommer de l'alcool.
Bob Odenkirk est largement influencé par le Monty Python's Flying Circus, notamment quant à l'alliance d'un humour intellectuel et d'une certaine simplicité.
En juillet 2021, en plein tournage de la dernière saison de Better Call Saul, il est victime d'une crise cardiaque.
Le lundi 18 avril 2022, il obtient son étoile sur le Hollywood Walk of Fame.

## Filmographie

### Acteur

#### Cinéma

##### Longs métrages
- 1993 : Wayne's World 2 de Stephen Surjik : Un homme au concert
- 1994 : Trou de mémoire (Clean Slate) de Mick Jackson : Un policier
- 1996 : Entre chiens et chats (The Truth About Cats & Dogs) de Michael Lehmann : Un homme dans la boutique de livre
- 1996 : Disjoncté (The Cable Guy) de Ben Stiller : Le frère de Steven
- 1997 : Hacks de Gary Rosen : Un co-détenu
- 1999 : Can't Stop Dancing de Stephen David et Ben Zook : Simpson
- 2000 : The Independent (en) de Stephen Kessler : Figure
- 2001 : Monkeybone de Henry Selick : Le chirurgien
- 2001 : Docteur Dolittle 2 de Steve Carr : Un chien
- 2002 : Run Ronnie Run (en) de Troy Miller : Terry Twillstein / Wolfgang Amadeus Thelonius Von Funkenmeister the XIX 3 / 4 / Daffy Mal Yinkle Yankle
- 2003 : Melvin Goes to Dinner de lui-même : Keith
- 2005 : Sarah Silverman : Jesus is Magic de Liam Lynch : Le manager
- 2005 : My Big Fat Independent Movie de Philip Zlotorynski : Steve
- 2006 : Danny Roane: First Time Director d'Andy Dick : Pete Kesselmen
- 2006 : Mon vrai père et moi de Greg Glienna : Mitch Clayton
- 2006 : Bienvenue en prison (Let's Go to Prison) de lui-même : Duane
- 2007 : Les Frères Solomon (The Brothers Solomon) de lui-même : Jim Treacher
- 2010 : Operation Endgame de Fouad Mikati : L'Empereur
- 2011 : The Last Days (Son of Morning) de Yaniv Raz : Fred Charles
- 2011 : Une soirée d'enfer (Take Me Home Tonight) de Michael Dowse : Mike
- 2012 : The Giant Mechanical Man de Lee Kirk : Mark
- 2012 : A Belly Full of Anger d'Andre Perkowski : Mordecai O'Brien (voix)
- 2012 : Tim et Eric, le film qui valait un milliard (Tim and Eric's Billion Dollar Movie) de Tim Heidecker et Eric Wareheim : l'annonceur de Schlaaang
- 2013 : Nebraska d'Alexander Payne : Ross Grant
- 2013 : The Spectacular Now de James Ponsoldt : Dan
- 2013 : Dealin' with Idiots de Jeff Garlin : Coach Jimbo
- 2014 : Boulevard de Dito Montiel : Winston
- 2015 : Hell and Back de Tom Gianas et Ross Shuman : le diable (voix)
- 2016 : Freaks of Nature de Robbie Pickering : Parker
- 2017 : The Disaster Artist de James Franco : le professeur de l'Actors Studio
- 2017 : Pentagon Papers (The Post) de Steven Spielberg : Ben Bagdikian
- 2017 : Girlfriend's Day de Michael Paul Stephenson : Ray
- 2018 : Les Indestructibles 2 (Incredibles 2) de Brad Bird : Winston Deavor (voix)
- 2019 : Les Filles du docteur March (Little Women) de Greta Gerwig : M. March
- 2019 : Séduis-moi si tu peux ! (Long Shot) de Jonathan Levine : le président Chambers
- 2021 : Nobody d'Ilia Naïchouller : Hutch Mansell
- 2021 : Halloween Kills de David Gordon Green : Bob Simms (caméo photographique)
- 2025 : Nobody 2 de Timo Tjahjanto : Hutch Mansell
- 2025 : Normal de Ben Wheatley : Ulysses

##### Courts métrages
- 2004 : Nerd Hunter 3004 de Jon Schnepp : le maître geek
- 2010 : The Big Dog d'Eric Apel : Bob
- 2016 : Dennis de Jefferson Dutton : un policier
- 2017 : Wyrm de Christopher Winterbauer : Allen (voix)

#### Télévision

##### Séries télévisées
- 1993 : Roseanne : Jim
- 1993-1998 : The Larry Sanders Show : Stevie Smith / Stevie Grant
- 1994 : Tom : David
- 1996 : Seinfeld : Ben
- 1996 : Dr. Katz : Bob (voix)
- 1997-1998 : Infos FM (NewsRadio) : Dr. Smith / Bob
- 1997 / 2001 : Tout le monde aime Raymond (Everybody Loves Raymond) : Scott Preman
- 1999 : Voilà ! (Just Shoot Me!) : Barry
- 1999 : Troisième planète après le soleil (3rd Rock from the Sun) : Gary
- 2000 : Larry et son nombril (Curb Your Enthusiasm) : Gil Thilander
- 2000 : Sammy : Gary Blake (voix)
- 2003 : Arrested Development : Dr Phil Gunty
- 2003 : Futurama : Chaz (voix)
- 2003 : Less Than Perfect : Colin Hunter
- 2004 : Joey : Brian Michael David Scott
- 2004 : Aqua Teen Hunger Force : Bean Wizard (voix)
- 2004-2006 : Tom Goes to the Mayor : Mike Foxx / Townie / Un barman / / Crazy Pete / Tiny Tim / Bradley / Un magicien / Un commercial / Dr Sandy Winfield / Magic Man Gregory
- 2005 : Crank Yankers : Droopy (voix)
- 2006 : Freak Show : Sénateur Tinkerbell (voix)
- 2007 : The Sarah Silverman Program : Mr Wadsworth
- 2008 : How I Met Your Mother : Arthur Hobbs
- 2008 : Weeds : Barry
- 2009 : Leçons sur le mariage (Rules of Engagement) : Mike
- 2009 : The Goode Family : Brian Kennedy (voix)
- 2009 : Glenn Martin DDS : Vince, le directeur du cirque (voix)
- 2009-2010 / 2012 : American Dad ! : Un présentateur de télévision (voix)
- 2009-2013 : Breaking Bad : Saul Goodman
- 2010 : Entourage : Ken Austin
- 2010 : Le monde selon Tim (The Life and Times of Tim) : Un homme (voix)
- 2010 : Funny or Die Presents... : Tommy Lynn Shay
- 2011 : Jon Benjamin Has a Van : Révérend Rocco Janson
- 2012 : Bob's Burgers : Chase (voix)
- 2012 : The League : Miles Miller
- 2012 : NTSF:SD:SUV : Aaron Sampson
- 2013 : The Office : Mark
- 2013 : Ghost Ghirls : Frank van Stetten
- 2013-2014 : The Birthday Boys : Un DJ polonais / Sam Patch
- 2013-2018 : Drunk History : Richard Nixon / Un homme / W.C. Minor
- 2014 : Fargo : Bill Oswalt
- 2014 : TripTank : Un employé d'Hot Sauce
- 2015 : W/ Bob and David : Bob / Jonah Abromowitz / Chazz Maloney / Un producteur / Un policier / George Shangwell / Un policier
- 2015-2022 : Better Call Saul : Saul Goodman / Jimmy McGill
- 2017 : Nobodies : Lui-même
- 2017-2018 / 2021 : No Activity : Greg
- 2019 : Undone : Jacob Winograd
- 2019 : La méthode Kominsky (The Kominsky Method) : Dr. Eugene Shenckman
- 2019 : Les Simpson (The Simpsons) : Un avocat de la mafia (voix)
- 2020 : Corporate : Un chien noir (voix)
- 2021 : Mom : Hank
- 2023 : Lucky Hank : Hank
- 2023 : The Bear : Oncle Lee (saison 2, épisode 6, saison 4, épisode 7)

##### Téléfilm
- 2011 : Let's Do This! de lui-même : Cal

### Scénariste
- 1992 : The Dennis Miller Show (série télévisée)
- 1992 : The Ben Stiller Show (TV)
- 1996 : Mr. Show with Bob and David: Fantastic Newness (TV)
- 1998 : Mr. Show and the Incredible, Fantastical News Report (TV)
- 1998 : Saturday Night Live: The Best of Phil Hartman (TV)
- 2002 : Run Ronnie Run (en)
- 2002 : Next! (TV)
- 2003 : Tenacious D: The Complete Masterworks (vidéo)
- 2003 : The Frank International Film Festival (vidéo)
- 2006 : The Pity Card
- 2015 : W/ Bob and David (série télévisée)
- 2025 : Nobody 2 de Timo Tjahjanto
- 2025 : Normal de Ben Wheatley (auteur de l'histoire uniquement)

### Producteur
- 1995 : Mr. Show with Bob and David (série télévisée)
- 1996 : Mr. Show with Bob and David: Fantastic Newness (TV)
- 1998 : Mr. Show and the Incredible, Fantastical News Report (TV)
- 1999 : Tenacious D (série télévisée)
- 2000 : The Near Future (TV)
- 2002 : Next! (TV)
- 2003 : The Big Wide World of Carl Laemke (TV)
- 2003 : Melvin Goes to Dinner
- 2015 - 2022 : Better Call Saul
- 2015 : W/ Bob and David (série télévisée)
- 2021 : Nobody d'Ilia Naïchouller
- 2025 : Nobody 2 de Timo Tjahjanto
- 2025 : Normal de Ben Wheatley

### Réalisateur
- 2000 : The Near Future (TV)
- 2003 : Highway to Oblivion (TV)
- 2003 : Melvin Goes to Dinner
- 2003 : The Frank International Film Festival (vidéo)
- 2006 : The Pity Card, Bienvenue en prison
- 2007 : Les Frères Solomon (The Brothers Solomon)
- 2010 : Hindsight - vidéoclip pour Built to Spill[1]

## Distinctions

### Récompenses
- Satellite Award 2021 : Meilleur acteur dans une série télévisée dramatique pour Better Call Saul
- Saturn Awards 2022 : Meilleur acteur de télévision pour Better Call Saul

### Nominations
- Golden Globes 2021 : meilleur acteur dans une série dramatique pour Better Call Saul [2]
- Critics' Choice Television Awards 2021 : Meilleur acteur dans une série télévisée dramatique pour Better Call Saul [3]
- Screen Actors Guild Awards 2021 : Meilleur acteur dans une série dramatique pour Better Call Saul
- Golden Globes 2023 : meilleur acteur dans une série dramatique pour Better Call Saul

## Voix francophones
En version française, Bob Odenkirk est dans un premier temps doublé par Michel Dodane dans Seinfeld, Laurent Morteau dans Weeds et Érik Colin dans How I Met Your Mother. Ce dernier est par la suite remplacé par Vincent Ropion. Depuis 2009 et la série Breaking Bad, Cyrille Artaux est la voix régulière de Bob Odenkirk, le retrouvant dans Freaks of Nature, Girlfriend's Day, The Disaster Artist, Les Filles du docteur March ou encore La Méthode Kominsky.
En parallèle, Bob Odenkirk est doublé à trois reprises par Gérard Darier dans Pentagon Papers, Nobody et Nobody 2, ainsi qu'à titre exceptionnel par Marc-Antoine Frédéric dans The Last Days, Vincent Nemeth dans la version télévisée de Nebraska, Luc-Antoine Diquéro dans Fargo, Nicolas Marié dans Séduis-moi si tu peux ! et  Jean-François Aupied dans Dolemite Is My Name.